# Calameuta filiformis
Calameuta filiformis је инсект из реда опнокрилаца - Hymenoptera и породице Cephidae.

## Распрострањеност
Ова врста насељава Европу и источну Азију. У Србији је пристуна на нижим надморским висинама. Насељава влажна станишта.

## Опис
Величина Calameuta filiformis је између 9 и 12мм. Црне је боје са жутим тракама на телу. Пролећна је врста чије одрасле јединке лете од априла до јуна месеца. Ларве се хране различитим травама (Arrhenatherum elatius, Calamagrostis epigejos и др.), трском (Phragmites australis, Phragmites communis).

## Синоними
- Astatus analis Klug, 1803
- Calameuta amurensis Gussakovskij, 1935
- Calameuta arundinis (Giraud, 1863)
- Calameuta rugosa Dovnar-Zapolskij, 1931
- Cephus analis (Klug, 1803)
- Cephus arundinis Giraud, 1863
- Cephus elongatus Vollenhoven, 1858
- Cephus filiformis Eversmann, 1847
- Cephus infernalis Dovnar-Zapolskij, 1926
- Cephus marginatus Kawall, 1864
- Cephus quadricinctus Dahlbom, 1835
- Cephus quadricinctus Thomson, 1771
- Cephus vagabundus Mocsáry, 1886